# Antonio Escohotado
Antonio Escohotado Espinosa (Madrid, 5 juillet 1941 - Ibiza, 21 novembre 2021), était un philosophe, juriste, intellectuel, essayiste, traducteur et professeur d'université espagnol. Son œuvre s'est concentrée sur les domaines du droit, de la philosophie et de la sociologie.
Il est particulièrement connu pour ses recherches sur les drogues et ses positions antiprohibitionnistes, reflétées dans son ouvrage Histoire générale des drogues (1983). Sa trilogie Les ennemis du commerce (2008), défendant le libéralisme économique et critiquant le communisme, est également notable,. Sa pensée s'inscrit dans le libertarisme, et l'affirmation de la liberté face à la peur ou aux coercitions qui mèneraient à la servitude est une constante de son œuvre,.

## Biographie

### Premiers années
La famille Escohotado, résidant depuis longtemps dans le nord-ouest de la Sierra de Madrid, trouve son premier membre notable en la personne de son arrière-grand-père Vicente, qui soutint la Révolution Glorieuse de 1868 en tant que maire de Galapagar. Le fils de ce dernier (et grand-père d'Escohotado), également appelé Vicente, fut l'un des premiers habitants du village à obtenir une bourse pour étudier le droit. Après avoir publié une vaste histoire du théâtre en vers, La teatrada (1925), ainsi que plusieurs livres de lamentations et chansons, il passa du rôle de procureur à celui de maire d'El Escorial. Le sixième de ses enfants, Román (1908-1970), père d'Antonio Escohotado, débuta en soutenant le socialiste Julián Besteiro et finit par signer le Manifeste de la Phalange. Il fut chef du secrétariat de Dionisio Ridruejo pendant son mandat en tant que directeur général de la Propagande, dirigea Radio Nacional dès 1941, obtint les principaux prix journalistiques (dont le Prix Mariano de Cavia) et fut attaché de presse au Brésil de 1946 à 1956.
Escohotado évoqua son intérêt pour le savoir à cette époque :
« Dès mon plus jeune âge, j'ai été attiré par les volumes en apparence moins divertissants de la bibliothèque familiale, et je conserve un cahier d'enfance au titre pompeux, Histoire de la pensée occidentale, dans lequel je recopiais des passages de l'ouvrage homonyme de Bertrand Russell avec une gravité enfantine. Nous étions sur le point de terminer dix années de vie à Rio. »
Lors du retour de la famille en Espagne, Escohotado vécut le contraste abrupt entre le paradis tropical de sa première enfance et la société grise et austère du national-catholicisme, ce qui le poussa à forger un esprit de rébellion attisé par l'autoritarisme et la répression sexuelle.
Escohotado trouva sa vocation pour le savoir de manière précoce, ce qui le conduisit à entamer des études de philosophie. Cependant, le statu quo intellectuel de la Faculté de philosophie le déçut, et il suivit les conseils de son père Román d'étudier une discipline offrant plus de débouchés professionnels :
« Convaincu que j'étudierais la philosophie, et reconnaissant la sagesse du conseil paternel suggérant une filière avec plus de débouchés – comme le droit –, j'entamai les deux mais ne terminai que les études de droit, déçu par un corps enseignant de philosophie enlisé à l'époque dans un dialogue de sourds entre néothomistes, néopositivistes et néomarxistes. »
Malgré avoir passé au cachot une grande partie des deux étés obligatoires des milices universitaires, car « j'avais transformé la tente en un séminaire de marxisme et de désobéissance », son manque d'esprit militaire ne l'empêcha pas de tenter de s'enrôler auprès du Viêt-Cong dans leur guerre contre les États-Unis. Une hépatite chronique lui permit de raccourcir son service militaire et l'obligea à réfléchir à son avenir. Il décida alors de préparer des concours compatibles avec son engagement à gauche — excluant ceux de diplomate, fonction à laquelle il semblait naturellement destiné par l'exemple paternel et sa culture générale —, et intégra finalement l'Instituto de Crédito Oficial (ICO) en 1964 pour gérer le service de Fusion et Concentration d'Entreprises pendant cinq années de prospérité économique. Ce poste convenait à l'assistanat dans les facultés de droit et de sciences politiques de l'Université Complutense ; il organisa également un séminaire sur Kant et Hegel à l'Université autonome de Madrid et un cours de psychanalyse à l'École d'Anthropologie, aujourd'hui disparue.
Il commença alors à publier, tout en donnant des cours pratiques ou des séminaires dans les facultés de sciences politiques et de philosophie, où il développa des relations avec des collègues comme Carlos Moya, Eugenio Trías et Felipe Martínez Marzoa. Il découvrit également des auteurs légèrement plus jeunes tels que Savater, Azúa et Echeverría. Unis d'une manière ou d'une autre par l'époque de Mai 68 et Woodstock, fertile aussi pour les milieux spécifiquement anarchistes (comme celui d'Agustín García Calvo), ils formèrent une « tribu » improvisée dont le secteur raisonnable poursuivit ses études, tandis qu'une aile plus radicale redécouvrait le terrorisme, et qu'un autre groupe, dont Escohotado, choisit une vie éloignée du consumérisme, embrassant « la révolution sexuelle des années 70 ».

### Publications initiales
Il commença à publier sous l'égide de José Ortega Spottorno, qui venait de relancer la maison d'édition et de rééditer la Revista de Occidente — toutes deux fondées par son père, Ortega y Gasset. C'est là qu'est paru l'article Hallucinogènes et monde habituel, sa première incursion dans ce domaine, qui contenait les références les plus immédiates aux expériences décrites par Michaux et Huxley. Sa réflexion évolua rapidement vers la rédaction d'une série de bioessais qui, quelques décennies plus tard, l'amèneraient à composer la première histoire culturelle des drogues et une phénoménologie des principales substances psychoactives. Dans ces premières publications, Escohotado mêle ses thèmes à sa passion philosophique du moment : l'étude de Hegel et de Freud, deux auteurs qui l'influenceront de manière durable.
Son professeur de philosophie du droit et futur directeur de thèse — Luis Legaz Lacambra, traducteur de L'Éthique protestante et l'esprit du capitalisme et disciple de Kelsen — resta stupéfait qu'Escohotado lui remît un travail académique complet quatre mois avant la fin de ses études. Il ne suggéra au doctorant qu'une seule chose : ajouter un chapitre sur la loi morale et la loi positive chez Kant.
Avec la même base, il rédigea sa thèse de doctorat, La philosophie morale du jeune Hegel, présentée en 1970, dérangeant une partie du jury qui la considéra comme « une apologie du maître de Marx, protestant de surcroît », provoquant à plusieurs reprises l'absence du quorum. Dans l'Espagne d'alors, certains se choquaient encore de ce que l'introduction proclamait :
« Transformer en concept (Begriff) ce que l'Ancien et le Nouveau Testament n'offrent que comme représentation (Vorstellung). Pour la représentation, par exemple, la nature divine de Jésus est prouvée par des miracles et des dogmes, tandis que son concept indique plutôt que le divin et l'humain appartiennent de manière inséparable, ce qui fonde l'exigence d'un respect absolu entre les personnes, en définitive les droits humains. »
Lorsqu'elle fut publiée — sous le titre La conscience malheureuse. Essais sur la philosophie de la religion de Hegel (Revue d'Occident, 1972) —, le petit émoi académique fut suivi de son inclusion dans l'Index des textes hérétiques, tout en remportant le prix de la Nueva Crítica, d'existence éphémère. Quarante ans plus tard, revenant sur sa recherche, Escohotado parlait d'« une distinction entre esprit et religion positive. En tant qu'incarnation du déchirement entre la vie et son fossile, le christianisme serait la réalité vue comme fantaisie et, inversement, la vérité s'aliénant elle-même. Ce fut mon premier contact avec la divergence entre intention et résultat ».
Les obstacles académiques firent paraître plus tôt le livre suivant, Marcuse, utopía y razón (Alianza Editorial, 1968), un essai examinant la compatibilité de Marx avec Hegel et Freud, telle que proposée par l'un des fondateurs de l'École de Francfort, Herbert Marcuse. Cette synthèse était très attirante à cette époque. Escohotado étudia les prémisses structurant la thèse marcusienne : d'abord Freud, « soumis à la camisole de force typique du marxisme de l'époque, qui identifiait structurellement aliénation et répression » ; puis Hegel, « qu'on négligeait dans l'essentiel de sa méthode — la dialectique — consistant à exposer plutôt qu'à juger » ; enfin l'idée qu'« il était confortable de présenter le léninisme comme une trahison du marxisme, mais il s'agissait d'un romantisme absurde de croire qu'on peut abolir la société marchande sans Parti unique, censure ni autres violences ». L'ouvrage incommoda certains milieux du marxisme espagnol, qui le taxèrent de « révisionnisme », et provoqua une brève polémique avec l'intellectuel Gonzalo Fernández de la Mora ; il reçut néanmoins des critiques favorables.
Ce fut peut-être la première monographie en Espagne à se consacrer à cette école, et aussi le premier succès de librairie de l'auteur. L'édition fut épuisée en un mois, peut-être parce que la moitié de l'Europe s'éveillait avec des graffitis clamant « Marx, Mao et Marcuse ». Mais Escohotado refusa de la réimprimer, estimant qu'il l'avait rédigée avec précipitation et « en plein syndrome d'auto-importance ». Après ces premières œuvres, il s'éloigna de plus en plus des positions utopiques.

### Ibiza et l'expérimentation

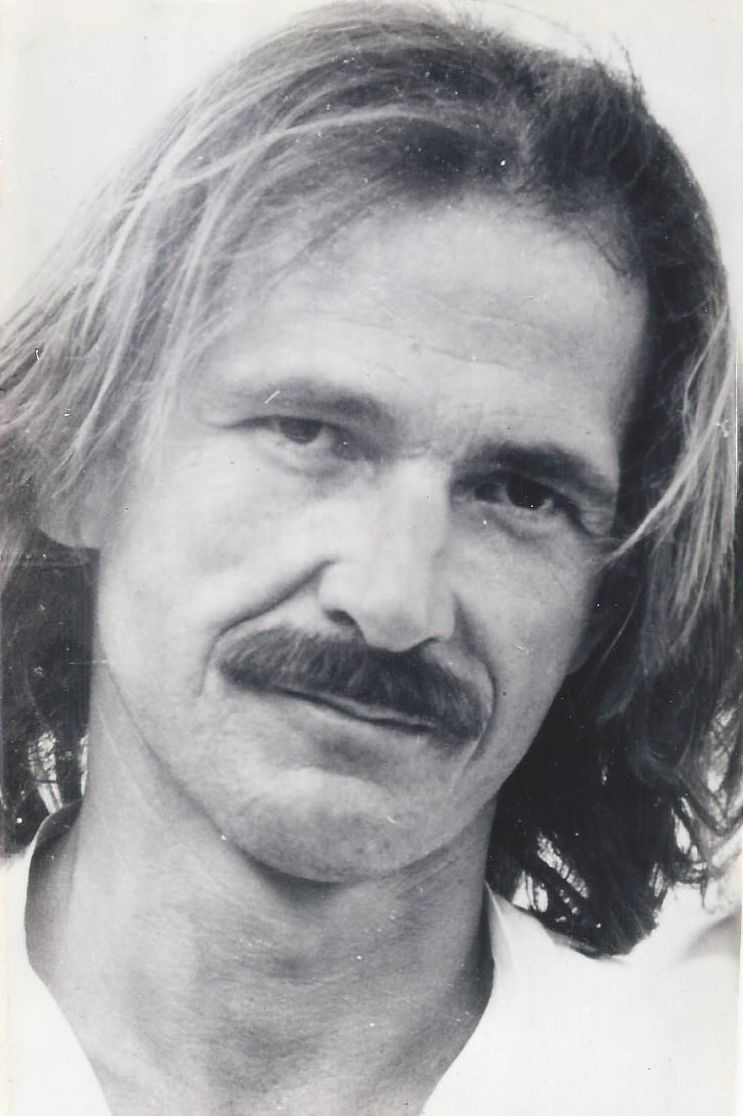
Antonio Escohotado à Ibiza (1976).

Grâce à un congé de son poste de fonctionnaire, initialement prévu pour moins de deux ans, Escohotado se lança en 1970 dans une vie sans luxe, soutenue par des revenus de traduction, se libérant des usages conventionnels.
Ses expériences avec des substances visionnaires comme le LSD et son étude incessante l'amenèrent à concevoir son propre traité de métaphysique. La première partie de ce projet supposait de réviser les premiers témoignages philosophiques — De physis à polis. L'évolution de la pensée grecque de Thalès à Socrate (Anagrama, 1975) —, avec tentative de classer les fragments dispersés de chaque présocratique. Les résultats restent discutables quand il s'agit de reconstituer l'œuvre perdue d'Héraclite, même si le style gagne en fluidité et en concision.
Le prologue ironise sur la figure du « spécialiste », qui consacre neuf dixièmes de son espace à commenter les observations de ses collègues, et à peine une au sujet étudié. L'épilogue tourne en dérision la postmodernité française alors naissante (exemple : « l'artificialisme présocratique » de Clément Rosset) : tout comme le spécialiste ramenant tout à lui, le postmoderne imite Lacan, Deleuze ou Althusser pour dissimuler le vide par un jargon.

### Réalité et substance
La deuxième partie du projet métaphysique d'Escohotado s'est concrétisée dans Réalité et substance (Taurus,1985). De physis à polis s'achevait par la naissance simultanée du monde physique, comme cosmos affranchi de la magie, et de la démocratie comme ordre fondé sur les libertés civiles. Réalité et substance s'ouvre sur ce monde physique conçu comme « unité de la différence entre l'être et la pensée », où la tâche du philosophe est de « passer du fait au devenir » en examinant les modalités de l'action.
Le traité métaphysique ou ontologique au sens classique était déjà un genre marginal ou réputé obsolète, débutant par la définition des catégories fondamentales du discours et déduisant ensuite les suivantes, de la première à la dernière. Escohotado choisit :
« […] d'inverser la logique hégélienne, en revenant du sujet à l'objet, de l'Idée à la Nature. C'est un exercice d'architecture, tributaire du temple ancien, qui aspire seulement à restaurer sa symétrie […] pour éviter le monopole d'une conscience asubstantielle et l'irréalisme né de la subjectivation du principe des choses ; pour inclure le temps dans l'objectivité, au lieu de l'objectiver comme masse inerte où passé et futur se confondent […] pour être capable d'affirmer ce que l'idéalisme affirme, et d'affirmer également ce qu'il nie. »
Commentant Signification et vérité de Bertrand Russell en 1944, Einstein déplorait « une néfaste peur de la métaphysique, et je suis particulièrement ravi de voir qu'à la fin, on admet qu'on ne peut s'en passer. Je ne peux que reprocher cette mauvaise conscience intellectuelle perceptible entre les lignes ». Escohotado prolonge cette perspective par deux appendices sur le positivisme et l'empirisme logique, qu'il qualifie d'« enterradors » de la métaphysique et gardiens d'une orthodoxie corporative attribuant « un rang subordonné à l'esprit ». À son sens, « ce qu'ils partagent, c'est une attitude pseudo-empirique sans se demander jamais comment être et pensée se relient, visant à transformer la science en un nouvel institut religieux, dogmatique et sectaire à parts égales. »
Lorsqu'il se tourna vers des phénomènes complexes, les douze années de « polissage de la poésie en prose qu'est la métaphysique » lui apparurent a posteriori comme un entêtement anachronique, justifiable seulement par la nécessité de se familiariser avec « ces quelques mots — essence, existence, matière, cause, accident… — sur lesquels repose le sens des autres », condition sine qua non pour penser par soi-même.

### Amnesia,Catins et épouseset inculpation
Entre 1970 et 1983, Escohotado traduisit plus de quarante titres pour divers éditeurs (notamment la seule anthologie complète de Thomas Jefferson, le Léviathan de Hobbes, les Philosophiæ naturalis principia mathematica de Newton ou la série d'essais scientifiques d'Isaac Asimov : La tragedia de la Luna). Lorsqu'en 1976 il perçut l'héritage de sa mère, il eut l'idée de transformer une vaste maison paysanne en point de ralliement pour la « tribu » — équipée pour la musique live — qui deviendrait Amnesia, l'une des discothèques les plus fréquentées et célèbres au monde.
Peu après, il publia Historias de familia, cuatro mitos sobre sexo y deber (Anagrama, 1978), son premier essai d'anthropologie. L'ouvrage se penche sur le modèle conjugal exemplifié par Marie et Joseph, à la lumière du contraste fourni par la relation de Gilgamesh et Ishtar, de Zeus et Héra ou d'Hercule et Déjanire. Selon l'auteur, ces figures immémoriales de la conscience antique incarnent la tension primaire entre deux pôles de la famille archaïque : le patriarche dévorant sa descendance et la matriarche ourdissant son émasculation en faveur de leurs enfants. Le livre fut profondément révisé en Rameras y esposas (Anagrama, 1993). L'essai étonne d'abord par des chroniques issues des Évangiles apocryphes sur l'enfance et l'adolescence de Jésus, qu'ils peignent en despote aux pouvoirs magiques. Il inclut aussi des analyses sur la prostitution rituelle mésopotamienne (où les vierges devaient rester sur les marches du temple et se livrer au premier homme plaçant une pièce dans leur main), ou le conflit entre bienséance et liberté imposé aux femmes romaines, puisqu'elles ne pouvaient atteindre la majorité civile que si elles se déclaraient prostituées, les autres restant mineures sous tutelle masculine à vie. La dernière partie revoit le droit familial antique, suivie d'un épilogue très polémique sur le féminisme.
La création d'Amnesia provoqua des frictions avec la police locale, aboutissant, en 1983, à son inculpation pour trafic de cocaïne, accusé de mener la « mafia hippie » sous couvert de sa condition d'écrivain et enseignant (Escohotado avait réintégré la UNED en 1980 comme auxiliaire à temps partiel). Le journal Diario 16 titra alors : « Le catedrático de Ética est un trafiquant de drogue dure », et le scandale gagna de l'ampleur quand El País publia deux jours plus tard un article signé par Escohotado. Victime d'un entrapment, contraint de participer à une opération de vente où vendeurs et acheteurs étaient tous policiers, il passa trois mois en détention provisoire, partageant sa cellule avec le chef d'un groupe corso-marseillais fiché pour extorsion et plusieurs meurtres. Les pressions subies pour qu'il collabore avec l'un ou l'autre camp, tous deux infiltrés par des agents doubles, le poussèrent à quitter définitivement l'île.
Cinq ans plus tard, il fut jugé et condamné pour « trafic de drogues en tentative impossible », une disposition du Code pénal appelée à être vite remplacée par la notion de « délit provoqué ». Plutôt que d'interjeter appel, il préféra ce qu'il nomma des « vacances humbles mais payées » : un an à la prison de Cuenca, en cellule isolée, où il put travailler sans relâche, recevant ses repas et son courrier sous la porte.

### Enseignement, recherche et polémiques

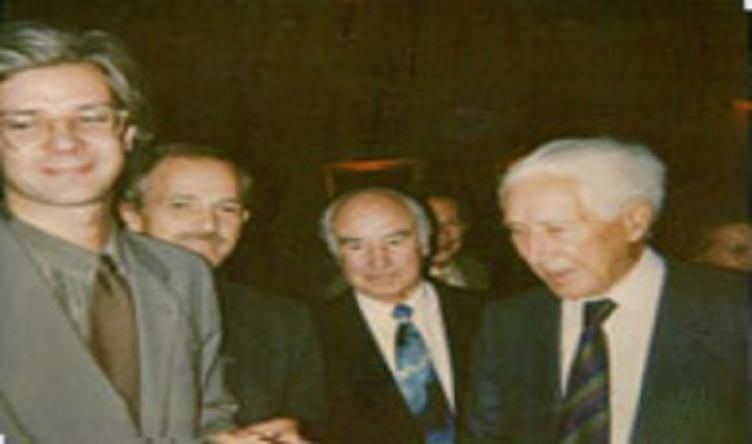
De gauche à droite, Jacobo Siruela, Antonio Escohotado, Albert Hofmann et Ernst Jünger, visitant le Palais de Liria (1992).

Les cinq années entre son inculpation et sa détention constituent la phase la plus féconde de la vie d'Escohotado : il publie quasiment un livre par an, publie mensuellement des tribunes dans El País, et bénéficie d'une notoriété télévisée depuis son débat dans La Clave (présentée par José Luis Balbín) face au chef de la Brigade centrale des stupéfiants, José María Mato Reboredo. Il organise deux cours sur la pharmacologie et la désobéissance civile — avec Albert Hofmann, Thomas Szasz ou Alexander Shulgin — qui enregistrent un record d'affluence dans les universités d'été et lancent, dans les années 1990, une vague de débats télévisés sur l'interdiction. C'est à cette époque qu'il parvient de justesse à devenir professeur titulaire de Philosophie et Méthodologie des Sciences Sociales à la nouvelle Faculté de sciences politiques et sociologie de l'UNED, y restant jusqu'à la retraite. À partir de son Histoire générale des drogues, qui malgré 1500 pages reçut un accueil critique et public exceptionnel, il se trouva avec « une armée de partisans et deux ou trois détracteurs ».
Le premier texte de cette période est Majestés, crimes et victimes (Anagrama,1987), un essai de sociologie juridique examinant diverses infractions apparemment disparates — propagande illégale, homosexualité, apostasie, eutanasie, blasphème, prostitution, pratiques magiques, idiosyncrasie pharmacologique, pornographie, contraception, sédition, fraude fiscale, scandale public, objection de conscience ou divulgation de secrets d'État — dont le dénominateur commun est « d'abolir la frontière entre la morale et le droit, au risque de corrompre les deux domaines ». Il conclut qu'incriminer des services librement consentis entre adultes, ou publier des pensées interdites, engendre des « crimes sans victime » où l'offense ne s'exerce contre personne, si ce n'est une auctoritas religieuse s'auto-proclamant lésée sans y avoir pris part. Cet ensemble de conduites dérive « du crime archaïque par excellence : la lèse-majesté, un défi au pouvoir du prince que les sociétés sécularisées déplacent vers de nouveaux pouvoirs sacrés, parfois dissimulés derrière un vernis scientifique, comme la "pharmacratie" décrite par Thomas Szasz ».
Pour Escohotado, la liberté est incompatible avec tout « délit de pur défi », car « tout crime de lèse-majesté est en définitive un crime de lèse-humanité, une inertie des sociétés esclavagistes fondées sur une logique cléricale-militaire ». Son analyse suscita l'intérêt de criminologues, procureurs et juges, et, en avril 1989, deux ans après la sortie du livre, la jurisprudence prononça le premier acquittement pour délit provoqué. Dès lors, la magistrature espagnole refusa de confondre morale et droit, et la plupart des crimes de lèse-majesté (à commencer par le blasphème) perdirent toute force. Escohotado persista à souligner que l'euthanasie (atteinte à la providence divine) et surtout l'« aide au suicide » (outrage à l'autorité médicale) restaient des questions non résolues. Ce livre inspira d'ailleurs le sociologue Emilio Lamo de Espinosa pour son ouvrage de 1993, Delitos sin víctimas: orden social y ambivalencia moral.

### Dernières années

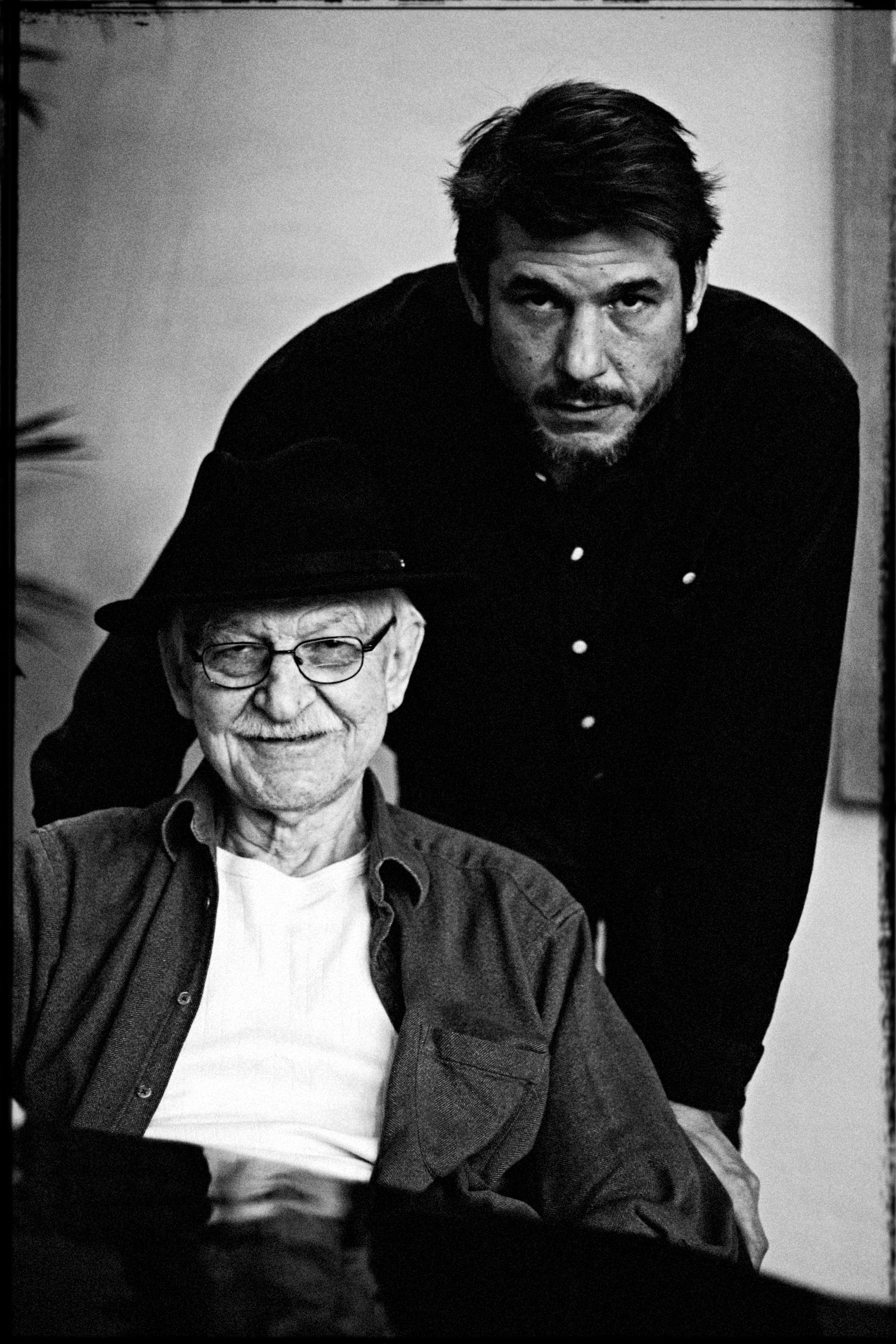
Antonio Escohotado avec son fils Jorge Escohotado en 2018 lors d'une interview sur le projet éditorial La Emboscadura.

Fin 2017, il crée la maison d'édition « La Emboscadura » avec son fils Jorge Escohotado, pour rééditer et numériser ses œuvres,. Il ouvre également une chaîne YouTube (125 000 abonnés) et publie le troisième volume de Les ennemis du commerce (Espasa, 2017), puis Mon Ibiza privée (Espasa, 2019) et La forge de la gloire (Espasa, 2021). Fin 2019, il quitte sa résidence madrilène à Galapagar pour s'installer dans les Îles Pityuses et y passer ses dernières années. Durant cette période, le journaliste Ricardo F. Colmenero publie Los penúltimos días de Escohotado (La Esfera de los Libros, 2021), recueil de conversations philosophiques et personnelles où l'auteur avoue être retourné à Ibiza pour y attendre la mort.
Escohotado s'éteint dans la nuit du 21 novembre 2021, à 80 ans, d'une défaillance multiviscérale à Ibiza. À sa mort, des personnalités culturelles et politiques exprimèrent condoléances et reconnaissances, et le 29 novembre, le Conseil municipal de Madrid approuva à l'unanimité la proposition de lui ériger une statue sur la Cité Universitaire de Madrid.

## Œuvre

### Histoire générale des drogues

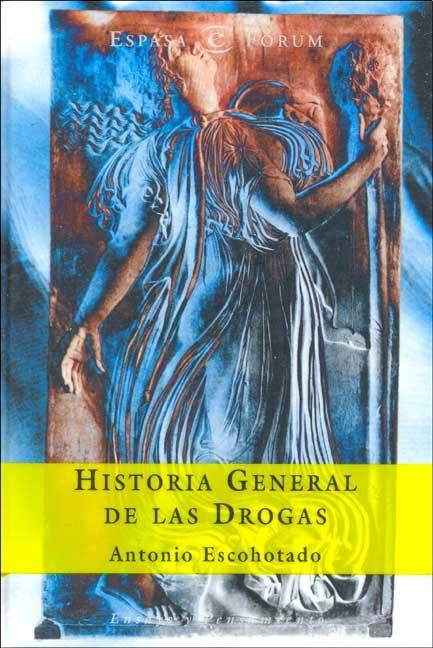
Couverture originale de l'édition illustrée dHistoire générale des drogues (1998).

En misant, selon ses propres mots, sur « l'illustration pharmacologique, qui présente ce domaine comme un objet de connaissance, où l'essence même du danger réside dans l'ignorance », Escohotado a composé une chronique visant à documenter minutieusement la question :
« [...] remplacer les conjectures et les hypothèses — que se passerait-il si telle ou telle drogue changeait de régime — par une liste très étendue d'exemples sur ce qui s'est passé et quand, car pratiquement aucun psychopharmaceutique n'a cessé d'évoquer à la fois l'idée de panacée et celle de potion infernale, selon des facteurs collatéraux tels que la xénophobie, les intérêts politiques, économiques et théologiques ; la compétition entre les cultes païens et le rituel chrétien de la messe, par exemple, a commencé par précipiter la croisade contre la sorcellerie en Europe et en Amérique. »
Il énumère maints exemples : le vin effraya la civilisation gréco-romaine au point de sévères prohibitions, boire du café fut passible de mutilation et pendaison en Russie et en Égypte, tout comme le tabac en Perse, et l'herbe maté paraguayenne fut tenue pour satanique par le Vatican... Il suffit de répertorier chronologiquement chaque réaction face à une drogue nouvelle pour révéler un pan jusqu'alors muré de l'histoire générale.
Le concept clé le plus frappant se trouve dans le premier chapitre, «Magie, pharmacie et religion», où l'auteur compare phármakos (« drogue ») et pharmakós (« bouc émissaire ») — du proto-indo-européen pharmak —, identifiant deux modalités divergentes de sacrifice, pivot de tout rituel d'expiation. La première se formalise comme banquet mystique ou communion, consommant le sacrifice via l'ingestion collective d'une substance qui transfigure l'âme des fidèles et s'éprouve comme l'intériorisation du divin. L'autre, fondée sur le transfert physique du mal ou de l'impureté, sacrifie animaux ou personnes pour se concilier la divinité, et constitue la racine de toute « croisade » ultérieure de décontamination.
Il souligne également l'esprit d'« ivresse sobre » qu'incarnait le Socrate de certains dialogues platoniciens, renaissant au XVIIIe siècle avec l'esprit libéral. Escohotado illustre comment l'arsenal psychoactif a été réévalué comme un moyen d'étendre l'introspection et l'intuition, mais aussi l'auto-contrôle et l'efficacité au travail. De nombreuses figures illustres telles que Goethe, Goya, Wagner, Bismarck ou Freud imitèrent l'empereur Marc Aurèle, qui prenait régulièrement de l'opium conseillé par Galien, contrastant avec l'image du junkie née de l'interdiction, se disant épave pour la même substance. Comme l'introduction l'exprime :
« Respecter le titre du livre exigeait de combiner diverses disciplines et de regrouper maintes informations éparses, car il s'agissait de quelque chose qui, bien qu'ignoré, n'en était pas moins pertinent pour l'histoire de la religion et de la médecine, devenu soudain un sujet aussi explosif que la sexualité à la fin du XIXe siècle. Après des millénaires d'emploi récréatif, thérapeutique ou sacramentel, les psychotropes sont passés à l'état d'une entreprise technoscientifique de pointe, d'abord importune au puritanisme nord-américain pour finir par moraliser le droit mondial, tout en impliquant l'économie et en tentant l'art. »
Parmi les premières critiques, on relève celle de Fernando Savater dans le supplément littéraire d'El País :
« Une nouvelle phénoménologie de la conscience [...] Un livre unique dans la bibliographie mondiale, tant par l'étendue et la complexité de son objet que par sa profondeur. »
Depuis lors, l'œuvre est devenue un texte de référence, et fut traduite peu après dans diverses langues à partir d'une version abrégée. Encouragé par cette réception, Escohotado y ajouta en 1992 un appendice sur l'auto-essai : Aprendiendo de las drogas: usos y abusos, prejuicios y desafíos, lançant ainsi la « théorie pratique des substances psychoactives ». Cela impliqua d'expérimenter lui-même de nombreux composés, en mentionnant une centaine, et d'analyser plus en détail ceux d'usage commun (légaux ou non) : alcool, café, héroïne, cannabis, éther, benzodiazépines, cocaïne, LSD, kétamine, MDMA, etc.
Il voit dans les drogues un chemin vers la découverte de soi, la maturation, le dialogue ou la simple distraction :
« Les drogues déclenchent des modifications chimiques qui peuvent également engendrer la solitude, le silence, l'abstinence, la douleur, la peur. Chimiquement, on ne saurait distinguer une personne sous drogue de quelqu'un en yoga, par exemple. Chimiquement, nous ne sommes qu'un ensemble de réactions. Le problème, c'est que la société affirme : quoique chimiquement tu sois le même, l'un y est parvenu par le bon chemin, l'autre par l'arrière-cour. »
« Plonger dans la devise « connais-toi toi-même », principe socratique et donc éthique. Voilà le rite de passage des sociétés occidentales avancées du début du XXIe siècle. On voit dans la pratique si la personne a bon ou mauvais goût, si elle se contrôle ou non, si sous son vernis poli elle abrite un monstre autoritaire, rancunier ou déprimé, ou si au contraire — comme dirait Freud — elle a un « ça » (un inconscient) sain et capable de jouir. Les drogues donnent à l'être humain plus de contrôle, plus de faculté pour affronter les défis de la vie. Lorsque survient l'interdiction, arrive aussi l'excuse du victimisme, permettant à certains de dire : « Oh, je ne voulais pas, mais sans m'en rendre compte je suis devenu esclave, pauvre épave. Je m'autorise à voler mes concitoyens et à ne pas tenir parole. » »
Au lieu de classifier les drogues comme légales ou illégales, dures ou douces, ou selon leurs bases chimiques, l'auteur les regroupe par fonction (dans quelle mesure elles « satisfont ou promettent de satisfaire » des besoins qu'il appelle « paix, énergie et voyage »). Après avoir précisé que de nombreuses substances couvrent plusieurs de ces besoins, il les étudie tour à tour selon la dose active minimale, la dose létale moyenne, la tolérance, les effets subjectifs et objectifs, les synergies, les antagonismes et les syndromes d'abstinence. Il inclut aussi des sections sur le cadre culturel (« usages principaux ») et la mythologie de chaque substance. « La corde servant à l'alpiniste pour grimper, lit-on dans l'épilogue, sert au suicidaire à se pendre, et au marin à hisser sa voile ». D'où la conclusion :
« L'illustration entrevoit certains composés qui, judicieusement employés, procurent des moments de paix, d'énergie ou d'excursion psychique. Son but est de les rendre de moins en moins toxiques, et de rendre celui qui s'en sert plus conscient de sa liberté inaliénable. C'est l'aspiration humaine la plus ancienne : progresser toujours plus dans la responsabilité et la connaissance. »

### L'esprit de la comédie
Après avoir acquis une notoriété médiatique par ses positions anarchisantes et ses travaux sur les drogues, dans les années 1990, sa production se limita surtout à des articles et conférences, réunis dans L'esprit de la comédie (1992) et Portrait du libertin (1998). L'esprit de la comédie — Prix Anagrama de l'essai 1992 — revient à la sociologie du pouvoir politique abordée dans Majestés, crimes et victimes, en se centrant toutefois sur l'exécutif. Molière et, avant lui, la Rhétorique d'Aristote définissent la comédie comme la représentation où le héros tragique et le chœur cèdent la place à trois figures récurrentes : l'imposteur, le bouffon et le magnat. À partir de leurs variantes pratiques, Escohotado s'intéresse à la classe politique apparue avec la transition démocratique, qu'il répartit en deux volets.
Le premier traite de la peur en tant que passion individuelle et sociale, distinguant la peur de la douleur par échantillonnage. Après un passage sur Hobbes et Thomas Jefferson, entre autres, il introduit la pensée des frères Friedrich Georg et Ernst Jünger, dont la méditation sur la technique précède celle de Heidegger.
Le second se penche sur la classe politique en tant qu'état ou caste, explorant les horizons de la démocratie parlementaire et l'une de ses alternatives, la démocratie directe, avec une attention spéciale au terrorisme, boucle d'auto-renforcement perpétuel, et lui oppose l'hypothèse d'un cercle vertueux. Il s'interroge, par exemple, sur la taille de population nécessaire pour qu'un groupe réclame l'autodétermination, illustré par le Pays basque.

### Portrait du libertin
Ici, Escohotado réunit divers écrits qui ébauchent collectivement une théorie contemporaine de la santé, considérant notre nature inséparablement pensée et corps (« le corporel est animé et l'animé corporel »). Il propose d'« accepter la corporéité comme l'immédiateté de l'esprit, et de considérer que cette acceptation est un moyen de reconsidérer la beauté au quotidien ».
Le premier essai se consacre à l'anonyme victorien My Secret Life — dont il avait, des années plus tôt, traduit et préfacé une version abrégée (2 vol. sur 12) —, auquel Jaime Gil de Biedma attribuait « le compte-rendu le plus étendu et détaillé jamais écrit de la vie érotique d'un homme hétérosexuel », décrivant en détail quelque deux mille femmes. Il reprend des sujets de Catins et épouses : les multiples façons de vivre l'amour charnel, la domination, la luxure, la jalousie... et compare le mariage à la prostitution, bien que l'un soit validé par la loi et la morale, et l'autre repoussé dans la clandestinité, soutenant qu'ils sont réciproquement nécessaires.
Sur le plan philosophique, Portrait du libertin comprend « Euphorie chimique et dignité humaine », d'abord rédigé en anglais, ainsi qu'un essai « Notes sur l'eugénisme », explorant la politique interdisant l'accès à des analgésiques euphorisants aux malades en phase terminale ou en convalescence, au mépris de l'efficacité. Dans « Mourir mieux », il étudie l'euthanasie et le droit de chacun à décider de sa propre mort. Le volume s'achève sur des portraits d'Ernst Jünger et Albert Hofmann, alors deux centenaires, offerts comme modèles de « bonne vie et bonne mort ».

### Chaos et ordre
Escohotado revint à la « grande » recherche avec Chaos et ordre (Espasa, 1999), en découvrant que la géométrie fractale de Mandelbrot était une alternative à l'euclidisme et que les structures dissipatives d'Ilya Prigogine reconsidéraient le second principe de la thermodynamique. Il vit aussi que ces découvertes n'étaient pas isolées, mais tenaient d'un renouveau scientifique général « transcendant le paradigme réductionniste, par des progrès dans l'appréhension du complexe », et confirma ainsi son intuition de l'insuffisance du déterminisme :
« en vertu de laquelle toute forme de système physique manifeste des relations d'incertitude, parce qu'il se réinvente à chaque instant, contrairement aux entités idéalisées qui, tôt ou tard, en viennent à présenter leur abstraction comme loi de l'événement. »
Ni le Prix Nobel de chimie attribué à Prigogine ni la Médaille Fields en mathématiques ne suffirent à installer Mandelbrot dans les programmes espagnols, ignoré tant au secondaire que dans les doctorats de mathématiques, ingénierie, physique ou chimie, ce qui fit dire à Escohotado :
« Le dogmatisme s'enracine dans les secteurs de la science les plus tributaires de financements récurrents, où tout indice de processus non linéaires va à l'encontre de ceux qui prétendent tenir bientôt la formule cosmique universelle, résumée en une demi-ligne de symboles. »
Chaos et ordre critique sous divers angles cette « infaillibilité corporative », affirmant que nous commençons à peine à approcher la réalité, après des siècles à vouloir l'adapter à l'idéal de telle ou telle foi (théologique ou athée), en nous appuyant sur la compréhension des phénomènes d'auto-organisation. L'ouvrage compare l'ordre ouvert (comme le thermostat, rétroalimenté par l'environnement) à l'ordre fermé (comme l'horloge, isolée de l'extérieur), et raille la confusion considérant l'ordre du couvent ou de la caserne comme synonyme de « vrai ». Le dogmatique opte pour réduire, abstraire ou éluder, ce qui équivaut, selon Escohotado, à choisir un cercle vicieux plutôt qu'un cercle vertueux — dans la terminologie de Wiener — « en ignorant les signaux de l'environnement tel le mécanisme d'une horloge, au lieu d'être constamment réactif comme un thermostat ».
Ce livre, lauréat du Prix Espasa de l'essai et vendu en cinq éditions en six mois, suscita aussi les protestations de quatre professeurs de physique et de mathématiques, l'accusant d'intrusion mal informée, de « charabia » et de « philosophie postmoderne ». Une vaste polémique s'ensuivit. Tout comme sa longue préface de 1980 aux Principia newtoniens. Il rétorqua qu'il dénonçait la postmodernité française depuis des années et répondit point par point.

### Soixante semaines sous les tropiques
Tout autant que l'explication de la théorie du chaos, la façon dont il se déclara « libéral-démocrate » dans ses derniers chapitres scandalisa beaucoup : nombre de ses adeptes le vénéraient comme un symbole d'extrême-gauche intransigeante. Toutefois, il affirmait être « le paradigme de l'homme de gauche en Espagne ». Certains l'ayant soutenu pour sa chronique sur les substances psychoactives s'interrogèrent sur la nécessité d'y ajouter un programme de bioessais, y voyant une provocation cynique — allant jusqu'à l'apologie du délit selon Menem et Maradona —, voire la preuve d'une dégénérescence neurologique. Dès lors, on l'étiqueta « néolibéral » — sans que nul ne clarifie « en quoi c'est distinct du libéral » — même si cela ne l'empêcha pas de se montrer sarcastique envers les tenants de Murray Rothbard (qu'il traitait de « libéraux dogmatiques » ou « fanatiques du cent pour cent », opposés au coefficient de réserve permettant le crédit bancaire) ou envers Ayn Rand qualifiée d'« amphétaminomane ». Son indépendance put aussi expliquer maint désaccord avec la corporation professorale.
Au moment de la sortie de Chaos et ordre coïncida le plus grand traumatisme de sa vie sentimentale : il mit fin à vingt ans de mariage pour fonder une nouvelle famille et émigrer aux antipodes, profitant d'une année sabbatique offerte par l'Université catholique de Bangkok pour enquêter sur les causes de la pauvreté et de la richesse. Subjugué par Carl Menger (père de la marge), il se concentra sur la théorie et l'histoire de l'économie, « comme moyen de ne pas perdre toute estime de soi », entamant un hybride de journal, de notes sur l'École autrichienne et de tourisme de recherche, publié sous le titre Sesenta semanas en el trópico (Anagrama, 2003).
Par ailleurs, son voyage en Asie du Sud-Est le convainquit que « les peuples éduqués sont riches, indépendamment de leurs ressources ». Il se retourna donc sur son « âme rouge » d'antan, guidé par le souhait de « trouver des raisons et des données utiles à ceux élevés dans un monde d'écrans, ayant besoin d'un concept aussi éloigné que possible du conformisme et du sectarisme ».

### Les ennemis du commerce: Une histoire morale de la propriété

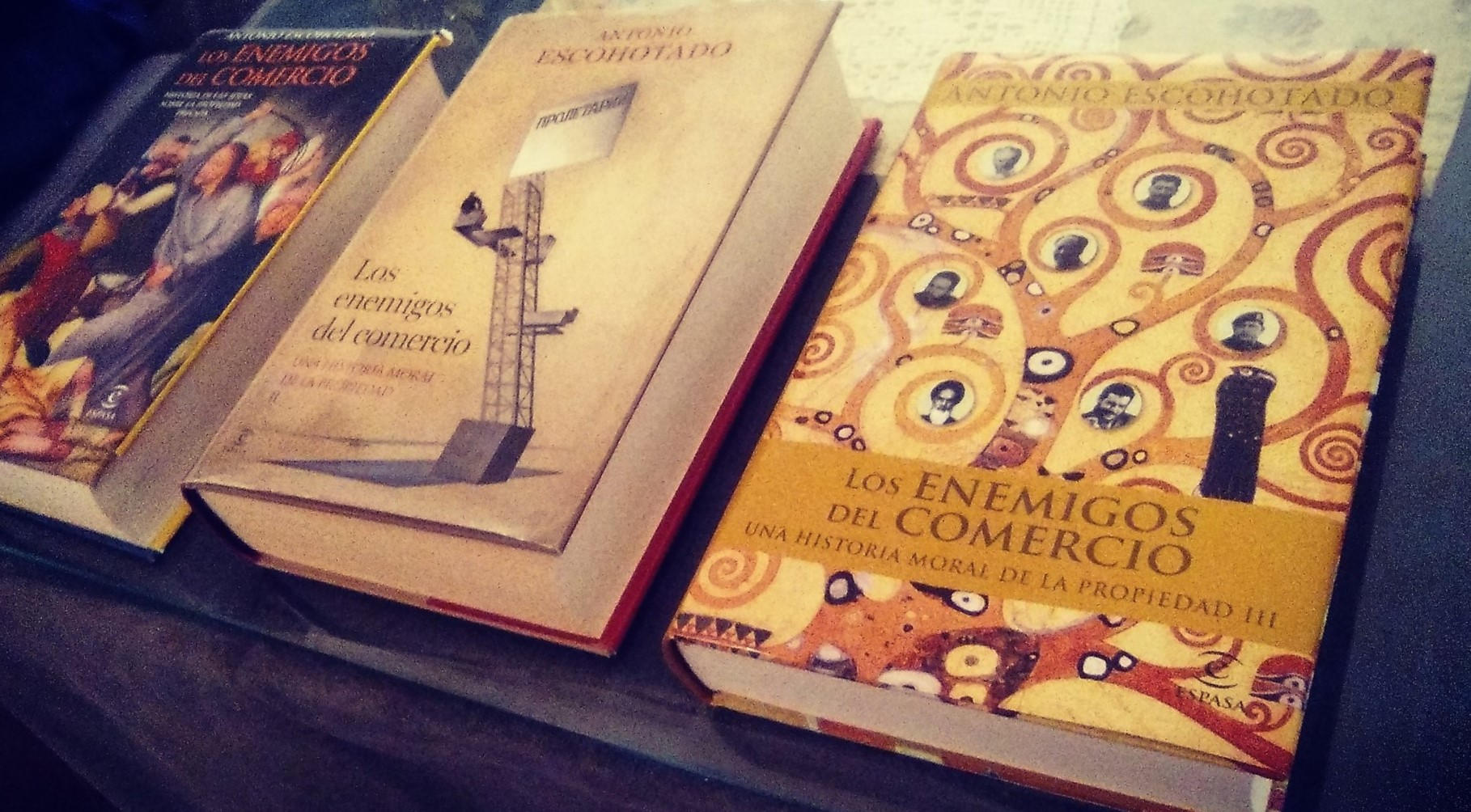
Trilogie de Les ennemis du commerce.

Selon Escohotado, parvenu à l'âge mûr, il entreprend « de passer d'original à sage, et d'ingénieux à équanime », concrétisant ce propos par la rédaction de Les ennemis du commerce. Une histoire morale de la propriété, qu'il considère comme « le livre de [sa] vie ». Au début, il s'agissait d'identifier qui, dans quel contexte, et avec quels résultats, « a soutenu que la propriété privée est un vol, et le commerce son instrument ».
Toutefois, il découvrit d'emblée la nécessité de remonter jusqu'à Sparte et Platon, d'une part, et vers la secte essénienne — qui lisait le sixième commandement : « Tu ne commerceras point » —, devenue plus tard l'hérésie ébionite (« pauvrisme ») et finalement ce que prône le Sermon sur la montagne. Les contextualiser l'obligea à s'intéresser aux racines de la société esclavagiste, d'où émerge le rédempteur messianique — un « agneau purifiant les maux du monde », nouveau bouc émissaire assumant la restitution ou vengeance des « derniers sur les premiers » — préfigurant le progrès via la guerre civile, tel que Marx l'énoncera plus tard comme loi du développement social.
Le processus par lequel renaît la société marchande, tour à tour rejetée et soutenue par de nombreuses sectes communistes, se clarifie, culmine dans les guerres paysannes de la Renaissance, tandis que la Réforme et la Contre-Réforme convergent pour dépasser l'idéal pauvriste, préconisant au bon chrétien la prévoyance et la prospérité. Suivent deux siècles d'accumulation matérielle, résumés dans la Fable des abeilles de Mandeville, puis la Révolution française comme champ de bataille entre libéraux et autoritaires, suivie de la Conjuration des Égaux et de son leader Babeuf. Cette posture fut critiquée par l'écrivaine María Elvira Roca Barea lors d'un débat avec l'auteur dans une série de conférences de la fondation Cajasol à Séville, sur la Légende noire espagnole.
Le premier volume (2008) passa inaperçu auprès de la critique spécialisée. Le second (2013) obtint un écho bien plus important, en particulier grâce à Internet. En outre, la masse de données l'empêcha de parvenir jusqu'à l'époque actuelle, puisqu'il lui fallut déjà plus de 700 pages pour le XIXe siècle, d'où un troisième volume. Il plaisanta alors sur sa vocation à traiter chaque facette de la peur :
« La perspective d'euphories chimiques nous tourne vers l'intérieur – forme de peur de soi –, tandis que le programme expropriateur demeure externe – peur des autres –, tous deux galvanisés par un fanatisme personnalisant l'impersonnel. »

Dans ce récit, il détaille chaque outil économique et l'évolution des institutions parallèles (instruments de crédit, guildes, syndicats, premières grandes entreprises, systèmes de sécurité sociale, diffusion du papier-monnaie, droits d'auteur) et analyse les particularités des révolutions politiques en Amérique du Nord, Angleterre, France, Espagne, Allemagne, Russie. Selon lui, l'historien moderne bénéficie de données innombrables, classées thématiquement par les moteurs de recherche, d'où la possibilité « de passer de la chronique à une retransmission à caméras multiples », facilitant plus que jamais « la neutralité d'évaluation ». Il conclut au triomphe de la mobilité sur l'immobilisme lors du passage d'une société servile à marchande, « chaque pas sous le vertige de la liberté et la sécurité de la servitude ».[réf. nécessaire]

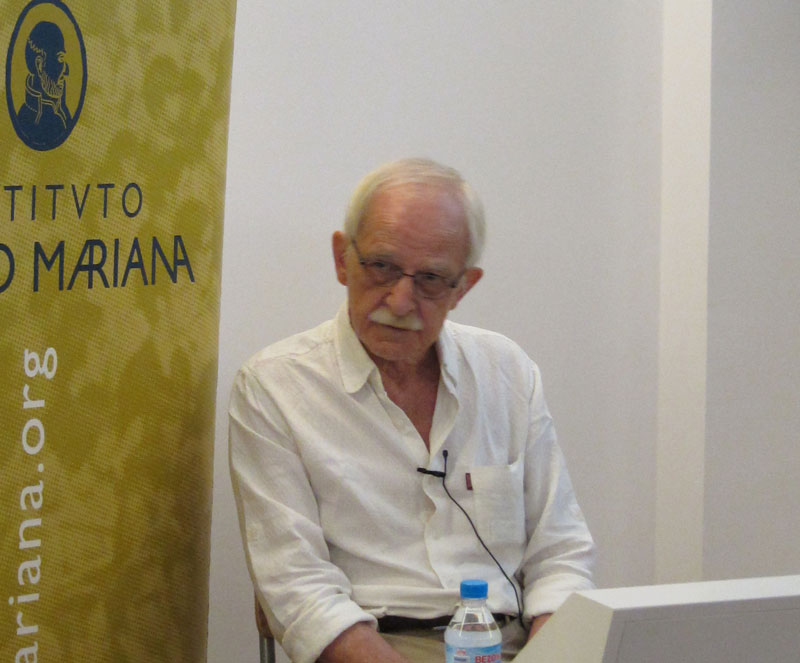
Antonio Escohotado lors d'une conférence à l'Institut Juan de Mariana (Madrid, 2014).

Le second volume s'achevait en distinguant socialismes messianiques et démocratiques. Restait à décrire le XXe siècle et l'ère totalitaire, l'ouvrage voulant aller jusqu'à Chávez et Ahmadinejad (leur alliance ayant été encouragée par Jorge Verstrynge). Selon l'auteur, rien de ce qu'il croyait ne survécut à son étude détaillée — sa joie quotidienne étant de « changer constamment d'avis, passant du préjugé au jugement » —, et c'est seulement en abordant le XXe siècle qu'on disposera de l'échantillon statistique nécessaire pour conclure sur « l'esprit communiste ».
Dans le cadre de cette trilogie (Genèse et développement du mouvement communiste), le troisième et dernier volume (décembre 2016) constitua une investigation inédite : aucune histoire du communisme n'avait jusqu'alors adjoint au débat idéologique le détail de son contexte économique, ni l'évolution des syndicats, des grandes entreprises, de la propriété (défendue par des droits d'auteur) ou des différents régimes de sécurité sociale. Le tome I couvrait jusqu'à la Révolution française, le tome II s'arrêtait aux débuts du XXe siècle, tandis que le III va de Lénine aux populismes latino-américains de la fin du XXe siècle et leur reflet européen du XXIe (Syriza en Grèce, Podemos en Espagne). Les entrevues que lui accordèrent Federico Jiménez Losantos, et Pablo Iglesias diffusées sur Internet contribuèrent à populariser sa figure.

## Pensement
Escohotado déclara plus d'une fois « n'avoir d'autre moteur que l'auto-éclaircissement, ni d'autre boussole que de découvrir comment chaque chose naît et meurt ». Selon lui, son œuvre s'est constituée comme un processus d'auto-apprentissage sur divers thèmes, en suivant une méthode généalogique (historique et chronologique) et en se défiant des taxonomies.
Dans les années 1960, il se forma comme juriste et philosophe dans la lignée raciovitaliste d'Ortega y Gasset et Zubiri — imprégné des idées de raison vitale et de raison historique —, grâce auxquelles il aborda Freud et surtout Hegel, dont il analysa la philosophie de la religion dans sa thèse La conscience malheureuse (1972). Cet ouvrage, avec Réalité et substance (1985) — incursion dans la logique et la métaphysique pure —, constitue la base philosophique solide de toute sa production ultérieure.
Au milieu des années 1970, avec De physis à polis (1975), il revint aux présocratiques, tout en jouant un rôle majeur dans l'émergence d'Ibiza comme foyer contre-culturel à la fin du franquisme et au début de la Transition démocratique, en fondant la discothèque Amnesia (1976). Au fil du temps, il évolua d'une orientation plus abstraite (dans sa jeunesse et sa première maturité) vers une attention accrue aux faits tirés de l'observation concrète, optant pour « une science observante, aujourd'hui marginalisée par sa branche prédictive ».
Depuis lors et jusqu'à sa mort, il étudia et divulgua l'origine et l'évolution d'entités humaines impersonnelles marquant la « véritable complexité », « n'étant ni des sujets volitifs ni des objets inertes, mais des "êtres de troisième type" — comme l'entendement humain, la famille ou l'économie politique —, résultant de la convergence de multiples actions individuelles dans un ordre non planifié ». Cet intérêt pour la réalité comme principe libérateur du simplisme situe l'œuvre d'Escohotado dans l'articulation entre l'ontologie et les sciences humaines, suivant la formule de Hume : sa perspective interdisciplinaire recouvre une grande variété de domaines et d'intérêts, dans une approche humaniste. Partant de la logique et la métaphysique, il explore l'épistémologie et la théorie de la science, avant de dériver vers l'économie et le pouvoir politique, les mythes de genre, la sexualité, ou les modalités de l'ivresse, le tout animé par une affirmation de la liberté humaine comme antidote à la peur ou à l'imposition d'autorités extérieures à la responsabilité individuelle.
Issu d'une militance clandestine au Parti communiste sous le franquisme, il en vint à se définir politiquement comme « libéral-démocrate », tandis qu'il élaborait l'idée que « toute utopie politique finit par devenir indiscernable d'un projet eugéniste, euphémisme pour les entreprises génocidaires ». Il fut un penseur singulier en Espagne, souvent incompris, n'épousant pas l'axe gauche/droite mais se focalisant sur liberté/autoritarisme, rejetant utopisme et autoritarisme depuis une position pragmatique et rationaliste. Pourtant, il se disait « le paradigme de l'homme de gauche en Espagne ». Pour ses contemporains, il fut aussi un historien et un observateur de l'actualité, des usages sociaux et de la culture durant la Transition, à travers ses articles dans El País, El Mundo et Diario 16. Il dévoila, par exemple, les crimes d'État des GAL à l'opinion publique via des tribunes et des essais sur la sociologie du pouvoir, comme Majestés, crimes et victimes (1987) ou L'esprit de la comédie (Prix Anagrama 1992).
Comme auteur de Histoire générale des drogues (1989), il gagna une renommée publique dans les dernières décennies du XXe siècle pour sa défense d'idées antiprohibitionnistes, à la télévision comme dans la presse. Il pratiqua le bio-essai, testant, classifiant et décrivant les effets physiques et subjectifs de plus de trente substances psychoactives pour rédiger le manuel de référence qui, après plusieurs éditions, s'intitulerait Aprendiendo de las drogas (1990-1995). Ses opinions sur la consommation de drogues, la prostitution ou l'euthanasie, sujets sensibles pour la morale, engendrèrent parfois la polémique, et certains milieux académiques l'accusèrent d'intrusion professionnelle, par exemple après la parution de Chaos et ordre (Prix Espasa 1999).
Professionnellement, il exerça aussi comme traducteur (plus de quarante titres), notamment Newton, Hobbes, Jefferson ou Bakounine, et fit connaître en particulier Thomas Szasz et Ernst Jünger. Jusqu'à sa retraite en 2013, il fut professeur de Philosophie et Méthodologie des Sciences Sociales à la Faculté des sciences politiques et sociologie de l'UNED. Il s'engagea dans l'étude de l'histoire du mouvement communiste via la trilogie Les ennemis du commerce. Une histoire morale de la propriété (2008-2014). En 2019, on lui décerna le Prix Juan de Mariana pour sa défense de la « liberté comme réponse aux contraintes qui finissent par soumettre l'individu à toutes sortes d'esclavages ».

### Héritage
Antonio Escohotado laisse un héritage intellectuel unique, à la croisée de la philosophie, de la sociologie et de l'anthropologie. Son œuvre continue d'influer sur les débats contemporains relatifs à la liberté individuelle, aux politiques concernant les drogues et à la critique des systèmes totalitaires.

## Œuvres

### Livres
- Marcuse, utopie et raison (1968, Alianza Editorial).
- La conscience malheureuse. Essai sur la philosophie de la religion de Hegel (1971, Revista de Occidente).
- De physis à polis (1982, Anagrama).
- Réalité et substance (1986, Taurus).
- Philosophie et méthodologie des sciences sociales (1987, UNED).
- Majestés, crimes et victimes (1987, Anagrama).
- Histoire générale des drogues (3 volumes, 1989, Alianza).
- Le livre des poisons (1990, Alianza).
- L'esprit de la comédie (1991, Prix Anagrama d'Essai).
- Apprendre des drogues : usages et abus, préjugés et défis (1995, Anagrama). Publié d'abord sous le titre Le livre des poisons (1990) puis Pour une phénoménologie des drogues (1992).
- Catins et épouses : quatre mythes sur le sexe et le devoir (1993, Anagrama).
- Les drogues : d'hier à demain (1994, Talasa).
- Histoire élémentaire des drogues (1996, Anagrama).
- La question du chanvre : une proposition constructive sur le hachisch et la marijuana (1997, Anagrama).
- Portrait du libertin (1997, Espasa-Calpe).
- Histoire générale des drogues (incluant l'annexe «Phénoménologie des drogues») (1999, Espasa-Calpe).
- Chaos et ordre (1999, Prix Espasa de l'essai 1999).
- Soixante semaines sous les tropiques (2003, Anagrama).
- Genèse et développement de l'analyse scientifique (2006, Éditions Académiques).
- Les ennemis du commerce (2008, Espasa-Calpe).
- Les ennemis du commerce II (2013, Espasa-Calpe).
- Face à la peur : Volume I (2015, Página Indómita).
- Les ennemis du commerce III (2017, Espasa-Calpe).
- Mon Ibiza privée (2019, Espasa-Calpe).
- Les jalons du sens (2020, Espasa-Calpe).
- La forge de la gloire : Brève histoire du Real Madrid racontée par un philosophe amateur (2021, Espasa-Calpe).
- Confessions d'un opiophile : Journal posthume (1992-2020) (2023, Espasa-Calpe).
- Face à la peur : Volume II (2024, Página Indómita).

### Préfaces
- Drogues et rituel : La persécution rituelle des drogues, des addicts et des inducteurs, de Thomas Szasz (traduction et préface d'Antonio Escohotado), Fondo de Cultura Económico, 1990.
- Au-delà du nihilisme : Méditations sur Ernst Jünger, d'Enrique Ocaña, Editum, 1993.
- Notre droit aux drogues, de Thomas Szasz, Anagrama, 1993.
- AnimaLuno, de Luis Eduardo Aute, disque-livre, El Europeo/Allegro, 1994.
- Drogues et culture de masse, de Juan Carlos Usó, Taurus, 1996.
- Femmes chamanes, dames initiatiques, écrits de femmes dans l'expérience des drogues, de Cynthia Palmer et Michael Horowitz (trad. Victoria Quiñonero Moreno), Castellarte, 2000.
- Mr. Nice, de Howard Marks, La Cañamería Global, 2000.
- L'empereur est nu : Le chanvre et la conspiration du cannabis, de Jack Herer (trad. Alfonso de la Figueras), Castellarte, 2002.
- Tout Makoki, de Gallardo et Mediavilla, DeBolsillo, 2012.
- « Remémorant Sasha Shulgin », dans PIHKAL et TIHKAL (éd. en espagnol), d'Alexander Shulgin et Ann Shulgin, Éditions Manuscritos, 2015.
- Autoculture et usage du cannabis en Espagne : De la clandestinité à la proposition de régulation, de l'Observatoire Européen de la Consommation et de la Culture du Cannabis (OECCC), Letrame S.L., 2019.
- Le troupeau : Comment l'Occident a succombé à la tyrannie idéologique, de Jano García, La Esfera de los Libros, 2021.